# Воронович, Франц Иванович
Франц Иванович Воронович (1862—?) — русский военачальник, генерал-майор.

## Биография
Родился 5 октября (17 октября по новому стилю) 1862 года в семье римско-католического вероисповедания.
Образование получил в Казанском уездном училище.
В военную службу вступил 10 апреля 1880 года.
Окончил Казанское пехотное юнкерское училище. В офицеры произведен в 7-й пехотный Ревельский полк. Прапорщик (ст. 13.01.1884). Подпоручик (ст. 30.08.1884). Поручик (ст. 30.08.1888). Штабс-капитан (ст. 15.03.1898). Капитан (ст. 06.05.1900). Командовал ротой.
Участник похода в Китай 1900—1901 годов и русско-японской войны 1904—1905 годов, где был ранен. Подполковник (пр. 1905; ст. 14.01.1905; за боевые отличия).
На 1 января 1909 года — подполковник 33-го Восточно-Сибирского стрелкового полка. Полковник (ст. 06.12.1910). На 1 марта 1914 года находился в том же чине в 35-м Сибирском стрелковом полку.
Участник Первой мировой войны. Командир 35-го Сибирского стрелкового полка (с 15.03.1915). На 1 августа 1916 года — в том же чине и должности.
Генерал-майор (пр. 19.06.1917; ст. 22.12.1916). Командир бригады 10-й Сибирской стрелковой дивизии (на 07.1917).
Дальнейшая судьба неизвестна.

## Награды
- Награждён орденом Св. Георгия 4-й степени (28 июля 1917).
- Также награждён орденами Св. Станислава 3-й степени с мечами и бантом (1901); Св. Анны 3-й степени с мечами и бантом (1904); Св. Станислава 2-й степени с мечами (1904); Св. Анны 2-й степени с мечами (1904); Св. Анны 4-й степени (1905); Св. Владимира 4-й степени с мечами и бантом (1905); Св. Владимира 3-й степени с мечами (1915); Высочайшее благоволение (1916).